# Вулиця Ярославська (Ірпінь)
Вулиця Ярославська — вулиця в місті Ірпінь. Пролягає від вулиці Університетської до вулиці Соборної.

## Історія
У радянські часи вулиця носила назву на честь Паризької комуни 1871 року.
2016 року вулицю Паризької комуни перейменували на вулицю Ярославську, на честь Великого князя київського Ярослава Мудрого.